# 戴巍光
戴巍光（1923年9月27日—2012年），原名勋塘，浙江嘉善人，中国记者、编辑，中央文史研究馆馆员。著作有《中国名胜大典》等。